# Olivier Clerc (musicien)
Pour les articles homonymes, voir Olivier Clerc.
Olivier Clerc, né le 25 septembre 1950 à Lausanne, est un musicien vaudois, batteur et percussionniste de jazz.

## Biographie
Olivier Clerc est le frère aîné de Pierre-Alain Clerc, organiste et professeur au Conservatoire de Lausanne. Il débute en 1959 l'étude du tambour après s'être essayé au piano puis au violon, où il excellait. Il commence quelques années plus tard à s'exercer à la batterie en autodidacte. Il étudie la percussion au conservatoire de musique de Genève avant de découvrir, à l'âge de quinze ans, le jazz, à travers les disques d'Art Blakey ou les concerts des grands musiciens qui passent au festival de Montreux, où il vit jusqu'en 1975. À cette même période, il participe à un stage de batterie donné par Kenny Clarke.
À la fin des années soixante, il rencontre le pianiste François Lindemann et commence à jouer avec lui la batterie et le jazz dans un club lausannois, avant de devenir le batteur de son quartette CM4, créé en 1974, qui comprend également le saxophoniste Jean-Luc Barbier et le contrebassiste Olivier Magnenat. Le quartette se produit au festival de Jazz de Montreux un an plus tard, dans un concert reproduit en album (Evasion, 1975), diffusé par la télévision romande, et pour lequel le groupe reçoit un disque d'or en Espagne.
Deux ans plus tard, le groupe continue de remporter des succès, en particulier au théâtre des Faux-Nez à Lausanne, et réalise un deuxième disque intitulé CM4-1977 (Evasion, 1977). En 1982, Olivier Clerc participe à la création du quatuor BBFC (Jean-François Bovard, Daniel Bourquin, Léon Francioli, Olivier Clerc) avec lequel il travaille pendant une décennie. Il collabore également avec Pascal Auberson, Charles Schneider, Urs Blšchlinger, Erik Truffaz, Hans Koch, André Jaume, Henri Texier, Louis Sclavis, Frank Amsallem, Franco D'Andrea, Paolo Fresu, Gian-Luigi Trovesi, Paul Loevens, Barre Phillips, Buddy Collette, Tony Coe, Charlie Haden, Richie Beirach, Farafina, et donne de très nombreux concerts.
Olivier Clerc participe en outre à plusieurs musiques de films et de scène, dont des créations avec le Béjart Ballet Lausanne, les compagnies Linga, Nomades et Philippe Saire. Dans les années 1990, il devient membre permanent du trio de Gaspard Glaus (avec Bob Harrisson). Il est, dès 1995, le batteur du groupe Urban Safari (du guitariste Vinz Vonlanthen) et, de 1996 à 2000, du groupe Combo (du pianiste Malcolm Braff). Enfin, il est connu pour fabriquer lui-même ses instruments.
Olivier Clerc ne doit pas être confondu avec le percussionniste de jazz du même nom, fils de Béat Clerc, né en 1983, jouant dans le Swiss Yerba Buena Creole Rice Jazz Band.

## Sources
- « Olivier Clerc », sur la base de données des personnalités vaudoises sur la plateforme « Patrinum » de la Bibliothèque cantonale et universitaire de Lausanne.
- Robert, Arnaud, "Malcolm Braff : un combo bien né", Le Temps, 1999/06/19
- Salem, "Olivier Clerc, l'ouïe façonnée par le goût de l'impro", 24 Heures, 2006/08/23, p. 29
- Barras, "Un match d'improvisation à Saint-Laurent", 24 Heures, 2006/08/19, p. 11.